# Jomfru Ane Gade
Jomfru Ane Gade – af de lokale ofte blot kaldt Gaden, er en 150 meter lang og forholdsvis smal gågade i det centrale Aalborg, der udelukkende består af mere end 20 restauranter, diskoteker og værtshuse. Gadens flere end 20 restauranter og diskoteker omsætter for ca. 300 mio. kr. om året og har mellem 200 og 300 arbejdspladser. Den er blandt Danmarks længste restaurationsgader og mest koncentrerede restaurations- og diskoteksmiljøer, kun overgået af områder som Åboulevarden i Aarhus og 'Pisserenden' i København. Gaden er kendt for at have et rigt natteliv og menneskehav i weekenderne. I dagtimerne er den kendt for at have hyggelige rammer om et rigt restaurationsmiljø. Desuden er gaden også en populær turistattraktion.
Gaden karakteriseres i dag som et brand, der markedsfører Aalborg.
Jomfru Ane Gade er dog også berygtet for vold og værtshusuorden, og enkelte gange er der sket alvorlige forbrydelser i gaden, hvor der bl.a. fandt et knivdrab sted i april 2007. Den 5. december 2007 besluttede Nordjyllands Politi i samarbejde med Rigspolitiet at iværksætte videoovervågning i og omkring Jomfru Ane Gade.

## Historie
Jomfru Ane Gade har eksisteret ved sit nuværende navn siden slutningen af 1500-tallet, og menes at være opkaldt efter en Jomfru Ane, der i 1568 var bosat i Skavegade. Denne Jomfru Ane menes at være identisk med jomfru Ane Madsdatter Viffert, som var en tidligere nonne fra Ø Kloster ved Limfjorden. Hun blev i 1572 begravet i Hals Kirke.
I 200 år var gaden blot en almindelig gade hvor købmænd boede, og den bærer stadig præg af den tid med de mange gamle huse. Jomfru Ane Gade så sin første bevilling den 5. maj 1967, da diskoteket Gaslight slog dørene op for første gang. Idéen hentede restauratøren Jørgen Steffensen fra en busferie med Tjæreborg til Norditalien i 1962. I slutningen af 1970 var der 10 ekstra barer, diskoteker og restauranter i gaden, og i 1992 var tallet steget til 26. I sommeren 2013 åbnede der et hotel i gaden under navnet Hotel Jomfru Ane – hotellet har 35 værelser og der er natklub i stueetagen.
Samtidigt med Gaslights oprettelse blev Jomfru Ane Teatret indrettet i overetagen.